# Vincent Lacoste
Vincent Simon Lacoste (Parigi, 3 luglio 1993) è un attore francese.

## Carriera
La sua carriera ha inizio nel 2009 quando, a 15 anni, interpreta il ruolo del protagonista, Hervé, nel film Il primo bacio, diretto da Riad Sattouf. Per tale ruolo, nel 2010 ha vinto con Anthony Sonigo il Premio Lumière per la migliore promessa maschile ed è stato candidato, nella stessa categoria, al Premio César.
Nel 2012 ha interpretato il ruolo del protagonista nella commedia JC comme Jésus Christ di Jonathan Zaccaï e, successivamente, il personaggio di Goudrix in Asterix & Obelix al servizio di Sua Maestà. Dal 2012 al 2013, ha recitato presso il Théâtre Marigny nella pièce À la française, scritta e diretta da Édouard Baer. Un'ulteriore candidatura al Premio César gli è giunta nel 2015 per il suo ruolo in Ippocrate, diretto da Thomas Lilti.

## Filmografia
- Il primo bacio (Les Beaux Gosses), regia di Riad Sattouf (2009)
- Au bistro du coin, regia di Charles Nemes (2011)
- Low Cost, regia di Maurice Barthélemy (2011)
- De l'huile sur le feu, regia di Nicolas Benamou (2011)
- Le Skylab, regia di Julie Delpy (2011)
- JC comme Jésus Christ, regia di Jonathan Zaccaï (2012)
- Asterix & Obelix al servizio di Sua Maestà (Astérix et Obélix : Au service de Sa Majesté), regia di Laurent Tirard (2012)
- Camille redouble, regia di Noémie Lvovsky (2012)
- Jacky au royaume des filles, regia di Riad Sattouf (2014)
- Eden, regia di Mia Hansen-Løve (2014)
- Ippocrate (Hippocrate), regia di Thomas Lilti (2014)
- Journal d'une femme de chambre, regia di Benoît Jacquot (2015)
- Lolo - Giù le mani da mia madre (Lolo), regia di Julie Delpy (2015)
- La Vie très privée de Monsieur Sim, regia di Michel Leclerc (2015)
- Peur de rien, regia di Danielle Arbid (2016)
- Tout de suite maintenant, regia di Pascal Bonitzer (2016)
- Saint Amour regia di Gustave Kervern e Benoît Delépine (2016)
- Tutti gli uomini di Victoria (Victoria), regia di Justine Triet (2016)
- Plaire, aimer et courir vite, regia di Christophe Honoré (2018)
- Il primo anno (Première année), regia di Thomas Lilti (2018)
- Quel giorno d'estate (Amanda), regia di Mikhaël Hers (2018)
- Deux fils, regia di Félix Moati (2018)
- L'hotel degli amori smarriti (Chambre 212), regia di Christophe Honoré (2019)
- Imprevisti digitali (Effacer l'historique), regia di Benoît Delépine e Gustave Kervern (2020)
- Illusioni perdute (Illusions perdues), regia di Xavier Giannoli (2021)
- Fumare fa tossire (Fumer fait tousser), regia di Quentin Dupieux (2022)
- Coma, regia di Bertrand Bonello (2022)
- Irma Vep - La vita imita l'arte (Irma Vep) – miniserie TV, 7 puntate (2022)
- Le Lycéen, regia di Christophe Honoré (2022)
- Il mistero del profumo verde (Le Parfum vert), regia di Nicolas Pariser (2022)
- Elemental, regia di Peter Sohn - voce (2023)
- Guida pratica per insegnanti (Un métier sérieux), regia di Thomas Lilti (2023)
- L'amore che non muore (L'Amour ouf), regia di Gilles Lellouche (2024)
- Vie privée, regia di Rebecca Zlotowski (2025)

## Doppiatori italiani
Nelle versioni in italiano delle opere in cui ha recitato, Vincent Lacoste è stato doppiato da:
- Alessio Puccio in Ippocrate, Il primo anno, Il mistero del profumo verde
- Andrea Oldani in Lolo - Giù le mani da mia madre, L'hotel degli amori smarriti
- Flavio Aquilone in Quel giorno d'estate, Imprevisti digitali
- Daniele Raffaeli ne Il primo bacio
- Lorenzo De Angelis in Asterix & Obelix al servizio di Sua Maestà
- Paolo Tortomano in Eden
- Davide Perino in Tutti gli uomini di Victoria
- Alessandro Campaiola in Illusioni perdute
- Emiliano Coltorti in Irma Vep - La vita imita l'arte
- Federico Di Pofi in Guida pratica per insegnanti
- Pasquale Severino in L'amore che non muore

## Premi e riconoscimenti
Premio César - 2022
Migliore attore non protagonista - Illusioni perdute (Illusions perdues)